# Lair Ribeiro
Lair Geraldo Theodoro Ribeiro, MD, FACC (Juiz de Fora, 6 de julio de 1945) es un médico cardiólogo, nutriólogo y escritor brasileño.
Graduado en Medicina hace más de 45 años, cardiólogo, maestro en cardiología (PUC-RIO), nutriólogo graduado de ABRAN y de la Asociación Médica Brasileña, Ribeiro vivió durante 17 años en los Estados Unidos, tiempo durante el cual trabajó en tres universidades estadounidenses: Harvard Medical School, Baylor College of Medicine y Thomas Jefferson University. Autor de más de 100 artículos científicos publicados en revistas médicas estadounidenses indexadas, el doctor también ha publicado 40 libros, 15 de los cuales son best seller, 26 han sido traducidos a otros idiomas, actualmente disponibles en más de 40 países.

## Libros
- Ayúdate para lograr lo que quieres en la vida
- A magia da comunicação
- A verdade sobre a reposição hormonal
- Autoestima
- Câncer de mama
- Coleção Jack e Jonas
- Coleção Saber Viver
- Como conviver com a violência
- Como passar no vestibular
- Comunicação global
- Emagreça comendo
- Excelência emocional
- Fanatismo à Iemanjá
- Fumar ou não fumar
- Gerando Lucro
- Ideias que estimulam
- Inteligência aplicada
- Lições de vida
- Mister Muss – Há queijo para todos
- O poder da imaginação
- O Sucesso não ocorre por acaso
- Parábolas do mundo inteiro
- Pés no chão, cabeça nas estrelas
- Prosperidade
- Uma janela no futuro
- Uma venda não ocorre por acaso
- Sorte ou Azar